# (13561) Kudogou
(13561) Kudogou est un astéroïde de la ceinture principale.

## Description
(13561) Kudogou est un astéroïde de la ceinture principale. Il fut découvert le 23 septembre 1992 à Kitami par Masayuki Yanai et Kazuro Watanabe. Il présente une orbite caractérisée par un demi-grand axe de 3,17 UA, une excentricité de 0,16 et une inclinaison de 17,0° par rapport à l'écliptique.

## Compléments